# Всеволод Святославич Чермный
Всеволод Святославич Чермный (в крещении, возможно, Даниил, умер в 1212 или 1215) — великий князь черниговский в 1204—1210 и 1212 годах, великий князь Киевский в 1206, 1207 и 1210—1212 годах). Средний (третий из пяти) сын Святослава Всеволодовича, князя черниговского. Имел прозвище Чермный (рыжий).
Был активным участником борьбы за Киев (сначала в союзе с Рюриком Ростиславичем против Романа Галицкого, а после гибели Романа — против Рюрика Ростиславича) и часто призывал на помощь половцев.

## Ранняя биография
В 1159 году был отправлен к Ростиславу Мстиславичу в рамках черниговско-смоленского союза против Изяслава Давыдовича (Рюрик Ростиславич был отправлен в Чернигов). В 1184 и 1191 годах Всеволод участвовал в походах Игоря Святославича новгород-северского против половцев.

## Борьба за Киев
После гибели Романа Галицкого способствовал утверждению в Галиче своего троюродного брата Владимира Игоревича. После попытки сына Всеволода Большое Гнездо Ярослава занять Галич (1206) нарушил мир, выгнал Рюрика Ростиславича из Киева, а Ярослава из Переяславля, посадив на его место своего сына Михаила. Рюрик уехал в Овруч, сын его Ростислав — в Вышгород, а племянник Мстислав Романович — в Белгород. Но в том же году Рюрик, соединясь с сыновьями и племянниками, выгнал Ольговичей из Киева и Переяславля, сам сел в Киеве, а сына своего Владимира посадил в Переяславле. Всеволод Чермный явился зимою с братьями и половцами добывать Киева, стоял под ним три недели, но не мог взять и ушёл назад ни с чем.

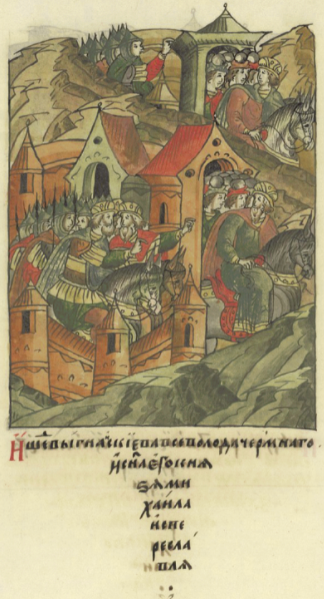
Рюрик Ростиславич и Мстислав Романович выгоняют Всеволода Чермного из Киева

В 1207 году Всеволод Чермный, соединившись со Святополчичами туровскими и Владимиром Игоревичем Галицким, приступил к Киеву. Рюрик бежал в Овруч; Треполь, Белгород, Торческ также были отняты у Мономашичей. Всеволод Чермный сел опять в Киеве, наделав много зла Русской земле через своих союзников половцев, как говорит летописец. В том же году Рюрик внезапно явился к Киеву и выгнал из него Чермного (сразу после удачного похода Всеволода Большое Гнездо с новгородцами на Рязань, изначально объявлявшегося как поход на Чернигов).

## Последние годы
Далее, согласно традиционной версии, в 1210 году в Киев вернулся Всеволод Чермный, уступив Рюрику Чернигов. Однако, согласно исследованиям Р. В. Зотова и А. П. Пятнова, Рюрик Ростиславич умер в 1210 году, поэтому стал возможным новый захват Киева Всеволодом Чермным. Рюриком же, севшим в Чернигове, был Рюрик Ольгович, старший племянник Всеволода Чермного. Ситуацию, когда он занял Чернигов помимо дядьёв (Глеба и Мстислава Святославичей), Пятнов объясняет тем, что последние заняли столы неподалёку от Киева, ссылаясь, в частности, на Голубовского, писавшего о переяславском княжении Глеба Святославича. Также известно, что превосходившие Рюрика Ольговича старшинством Ярославичи в 1212 году занимали Вышгород в Киевской земле.
В этой ситуации был заключён мир между Всеволодом Большое Гнездо и Ольговичами, в его ознаменование Юрий Всеволодович владимирский женился на черниговской княжне Агафье Всеволодовне (1211).
Однако уже в 1211 году Игоревичи были выбиты из Галича венграми и волынскими князьями, и Всеволод Чермный воспользовался этим поводом, чтобы полностью вытеснить Ростиславичей с юга. После смерти Всеволода Большое Гнездо он обвинил смоленских Ростиславичей в повешении в Галиче двух Игоревичей. В ответ Ольговичи были выбиты из Киева смоленскими Ростиславичами при поддержке новгородцев уже в 1212 году. Они посадили на киевский престол Ингваря Ярославича луцкого. Тот однако вскоре  умер и был сменён Мстиславом Романовичем смоленским. Уже в 1215 году Лаврентьевская летопись упоминает младшего брата Всеволода Глеба в качестве черниговского князя.

## Семья и дети
Жена (c 14 ноября 1179) — Мария (1164 — 1194), дочь польского князя Казимира II. В Любецком синодике женой Всеволода названа Анастасия, подробнее см. Происхождение Михаила Всеволодовича.
Дети:
- Михаил Всеволодович (уб. 1246) — князь Черниговский, Новгородский, Киевский, Галицкий.
- Андрей Всеволодович?[3] (ум. 1263) — князь Черниговский. По другой версии, Андрей был сыном Всеволода Ярополковича.
- Агафья Всеволодовна (уб. 1238) — с 1211 жена Юрия Всеволодовича Владимирского.
- Вера или Елена Всеволодовна — после 1208 выдана замуж за Михаила Всеволодовича Пронского.
- Святослав?[11][12] (уп. 1232). По основной версии, был сыном Всеволода Святославича курского.